# マリア・テレジア・フォン・ネアペル＝ジツィーリエン
マリア・テレジア・フォン・ネアペル＝ジツィーリエン（Maria Theresia von Neapel-Sizilien, 1772年6月6日 - 1807年4月13日）は、神聖ローマ皇帝フランツ2世の2度目の妃。フランツ2世は1804年以降オーストリア皇帝フランツ1世を名乗り、マリア・テレジアは最後の神聖ローマ皇后および最初のオーストリア皇后となった。ナポリとシチリアの王フェルディナンド4世および3世（後の両シチリア王フェルディナンド1世）とその王妃マリア・カロリーナの長女。イタリア語名はマリーア・テレーザ（Maria Teresa）。名前は夫と共通の祖母である「女帝」マリア・テレジアにちなんでいる。

## 生涯
1790年に、母方の従兄にあたるフランツ大公と結婚した。同年に妹ルイーザ・マリアがフランツの弟であるトスカーナ大公フェルディナンドと、1797年に弟フランチェスコ1世がフランツの妹マリア・クレメンティーネとそれぞれ結婚している。1792年、フランツの神聖ローマ皇帝即位に伴い皇后となった。
夫フランツとの間に多くの子をもうけたが、1807年に34歳で死去した。フランツはその後さらに2度再婚した。

## 子女
フランツ1世（2世）の子供は、夭逝した1女を除き、全てマリア・テレジアとの間に生まれた。
- マリア・ルイーゼ（1791年 - 1847年） - フランス皇帝ナポレオン1世の皇后。後にナイペルク伯アーダム・アーダルベルト（1784年 - 1829年）と再婚。
- フェルディナント（1793年 - 1875年） - オーストリア皇帝。
- カロリーネ・レオポルディーネ（1794年 - 1795年）
- カロリーネ・ルイーゼ（1795年 - 1799年）
- マリア・レオポルディーネ（1797年 - 1826年） - ブラジル皇帝ペドロ1世の皇后。
- マリア・クレメンティーネ（1798年 - 1881年） - サレルノ公レオポルド妃。
- ヨーゼフ・フランツ・レオポルト（1799年 - 1807年） - 夭折。
- カロリーネ・フェルディナンデ（1801年 - 1832年） - ザクセン王フリードリヒ・アウグスト2世妃。
- フランツ・カール・ヨーゼフ（1802年 - 1878年） - オーストリア皇帝フランツ・ヨーゼフ1世、メキシコ皇帝マクシミリアンの父。
- マリア・アンナ（1804年 - 1858年）
- ヨーハン・ネポムク（1805年 - 1809年）
- アマーリア・テレジア（1807年） - 流産。